# 4デイズ
『4デイズ』（フォーデイズ、原題: Unthinkable）は、2010年にアメリカで公開されたサスペンス映画。

## ストーリー
ある日、アメリカ政府に一本のビデオテープが送られてくる。そこには主要三都市に核爆弾を仕掛けたという、テロリストからの犯行声明が収録されていた。すぐにテロの首謀者であるイスラム系アメリカ人で、元デルタフォース隊員のスティーブン・アーサー・ヤンガーは身柄を拘束されるが、彼は爆弾を仕掛けた場所を決して吐こうとはしなかった。FBIのテロ対策チームを率いるヘレン・ブロディ捜査官は、すぐにヤンガーの尋問を開始するが、そこへCIAの尋問スペシャリストを名乗るHという謎の男が現れる。Hは恐ろしい拷問も辞さない非人道的なやり方で尋問を開始し、そんな彼にヘレンは強く反発するのだった。そんな中、ついに爆弾による犠牲者が出てしまう。

## キャスト
※括弧内は日本語吹き替え
- H - サミュエル・L・ジャクソン（大塚明夫）
- ヘレン・ブロディFBI捜査官 - キャリー＝アン・モス（深見梨加）
- スティーブン・アーサー・ヤンガー - マイケル・シーン（家中宏）
- D.J.ジャクソンFBI捜査官 - ブランドン・ラウス（清水秀光）
- チャールズ・トムソン - スティーヴン・ルート（木村雅史）
- ジャック・サンダース局長補佐 - マーティン・ドノヴァン（仲野裕）
- アルバレス（Hの助手） - ベニート・マルティネス